# إديث هاويس
إديث هاويس (بالإنجليزية: Edith Annie Howes)‏ هي كاتِبة ومُدرسة نيوزيلندية، ولدت في 29 أغسطس 1872، وتوفيت في 9 يوليو 1954.

## وصلات خارجية
- إديث هاويس على موقع ميوزك برينز (الإنجليزية)